# Hinds River South Branch
Der Hinds River South Branch ist ein Fluss in der Region Canterbury auf der Südinsel von Neuseeland.

## Geographie
Der Hinds River South Branch entspringt auf einer Höhe von 1010 m an der westlichen Seite der Peter Range. Von dort aus fließt der Fluss zunächst mehrere 100 m in westlich Richtung, bevor er mit einem Knick nach Süden tendiert. Nach gut 2 km wechselt der Fluss ein weiteres Mal die Richtung und behält diese mit einer südöstlichen Richtung bis zu seinem Zusammenfluss mit dem Hinds River North Branch und der Bildung des Hinds River bei. Die Gesamtlänge des Hinds River South Branch beträgt rund 22 km.